# Cemetery Hill

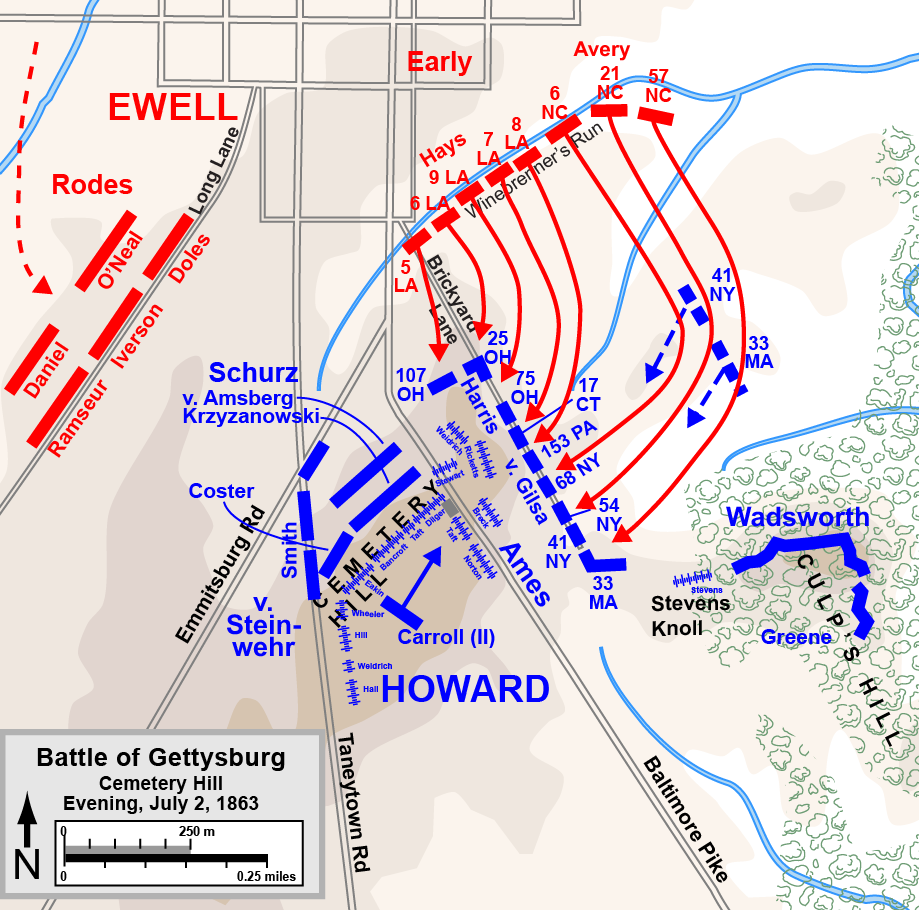
Attaque initiale sur Cemetery Hill.
Confédérés
Union

Cemetery Hill est une colline notable pour avoir été un point de défense de l'armée du Potomac lors des trois jours de la bataille de Gettysburg du 1er au 3 juillet 1863. Elle se situe au sud de Gettysburg en Pennsylvanie.
Au sommet de Cemetery Hill se trouve une statue équestre d'Oliver Otis Howard.